# Airnorth
Airnorth es una aerolínea regional que tiene su base de operaciones en el Aeropuerto Internacional de Darwin en Darwin, Australia. 
Opera vuelos regulares en el Territorio del Norte, Queensland y Australia Occidental, con una extensión de Timor Oriental.

## Flota
A junio de 2023, Airnorth opera las siguientes aeronaves:
| Embraer 120 | 5  | — |  |  |  |  |
| Embraer 170 | 3  | — |  |  |  |  |
| Embraer 190 | 3  | — |  |  |  |  |
| Total       | 11 | – |  |  |  |  |

La flota de la Aerolínea posee a junio de 2023 una edad promedio de: 24.2 años